# Djadja
Singles de Aya Nakamura
Le Passé
(2018) Copines
(2018)
Djadja est une chanson de la chanteuse franco-malienne  Aya Nakamura, sortie le 6 avril 2018.
Ce premier single, de son deuxième album Nakamura, s'est classée à la première place en France, ainsi qu'aux Pays-Bas et en Roumanie.

## Historique
Trois versions remixées en featuring sont sorties, l'une avec la rappeuse suisse Loredana Zefi, une autre avec le chanteur britannique Afro B et la dernière en date avec le chanteur colombien Maluma.
Le Palmashow, duo d'humoristes français, a fait une parodie de la chanson sur sa chaîne YouTube.
Lors de la cérémonie d'ouverture des jeux olympiques de Paris, Aya Nakamura interpréte la chanson avec la Garde Républicaine sur le Pont des Arts à Paris en sortant de l'Académie Française. Elle l'a chanté sous forme de mashup avec Pookie ainsi que deux chansons de Charles Aznavour : For me formidable et La Bohème.
Le clip officiel cumule 960 millions vues sur YouTube en mai 2024.
Le 23 février 2025 à 1h48, le clip du single devient la quatrième chanson en langue française à dépasser le milliard de vues sur YouTube, derrière Dernière Danse de Indila, Papaoutai de Stromae, et Ego de Willy William.

## Accueil

### Accueil critique
Pour Théau Berthelot de Charts in France, Djadja est un titre de « girl power » avec des « sonorités estivales ». Dans cette chanson, Aya Nakamura « évoque une relation sans lendemain avec un homme qui lui a couru après sans succès ».

### Accueil commercial
Sur le site d'écoutes en streaming Spotify, la chanson dépasse les 140 millions de streams premiums. Sauf indication contraire, les chiffres indiqués sont issus des streams premiums (seules écoutes prises en compte dans les classements). À cela on peut ajouter près de 12 millions de streams provenant de la version remixée en featuring avec Loredana. Il y a également celle en featuring avec le chanteur colombien Maluma qui cumule au mi-septembre 2020 à 115 millions de streams. La chanson devient la plus vendue de l'artiste en France et rencontre également un succès important dans d'autres pays, francophones ou non. Mondialement, c'est la version avec Maluma qui se démarque dans les classements du site de streaming : il s'agit de la seule version à avoir atteint les classements hebdomadaires et journaliers. Elle atteint la 36e place hebdomadaire avec 12 255 568 écoutes. Actuellement, son pic journalier est d'1 896 457 streams et sa meilleure place au classement quotidien est la 33e. Mi-septembre 2020, le magazine américain Billboard publie deux classements mondiaux hebdomadaires. Djadja (Remix) est présent dans les deux tops : 32e (sans les États-Unis) et 57e (avec les États-Unis),.

#### Réception dans les pays francophones
En France, le titre débute à la 22e place du Top Mégafusion du SNEP. Il effectue une remontée importante la semaine suivante et atteint la quatrième place. Ensuite, la chanson prend la troisième place du podium pendant deux semaines avant de se placer en pole position. Elle reste en tête pendant deux semaines consécutives. Selon le site web InfoDisc, le single cumule à 24 900 téléchargements à la fin de l'année 2018 pour une 17e place au classement annuel des singles les plus vendus (incluant téléchargements et ventes physiques). Le titre est resté 21 semaines dans le top 10 (dont sept dans le top 3) et 41 semaines dans le top 50. La chanson est restée près d'un an dans le top 100. Le titre y ré-entre en juin 2019 à la 62e place. La version remixée avec la rappeuse Loredana Zefi entre à la 82e place du top officiel lors de la semaine du 6 avril 2019. La semaine suivante, le titre sort du top 100. Il y ré-entre en mai. Sa plus haute place dans le classement à ce jour est la 52e. En tout, la chanson (toutes versions confondues) est restée 115 semaines non-consécutives dans le Top 200. La version originale compte à ce jour près de 49 millions de streams premiums sur Spotify, ce qui en fait le 18e titre le plus streamé en France sur ce site,.
Si la chanson reste 37 semaines dans l'Ultratop 50 Singles de Belgique francophone pour 22 pour la Belgique néerlandophone, sa meilleure position est la seizième place dans les deux classements régionaux. Le single a été certifié 2xPlatine en mars 2019 (40 000 unités atteintes), puis 3xPlatine en octobre (60 000 unités). Il comptabilise début septembre 2020 plus de 9,2 millions de streams sur le site Spotify du pays, ce qui en fait le 30e titre le plus streamé en Belgique sur ce service,. En Suisse, les deux versions ont été commercialisées mais seule la première a atteint le classement officiel. La chanson est entrée 70e et a atteint la 32e place. Elle comptabilise à ce jour 44 semaines dans le Top 100 et a été certifiée disque d'or dans le pays. La version avec Maluma lui permet de réintégrer le classement et de se rapprocher de sa meilleure place de nouveau. Le titre a atteint le Top 20 du classement de la Romandie : la 17e place en juin 2020. Les trois versions atteignent près de 4 millions de streams dans le pays début septembre 2020 (chiffres Spotify). Au Luxembourg, le titre cumule à plus de 310 000 streams sur Spotify.
Au Canada, la chanson n'intègre aucun classement du Billboard. Cependant, elle est certifiée disque d'or le 6 septembre 2019.

#### Réception dans les pays non-francophones
Le titre a également atteint des classements actualisés plusieurs fois au cours de la journée sur ITunes et Apple Music, journaliers et hebdomadaires sur Spotify dans plusieurs autres pays (du Proche-Orient, d'Europe) et continue à le faire à ce jour. En Turquie, la chanson atteint actuellement plus de 10 millions de streams. Il arrive aussi que le titre soit diffusé en radio et à la télévision. Par exemple, dans la CEI (Communauté des Etats Indépendants), qui intègre des pays d'Europe et d'Asie, la chanson est diffusée à la radio entre octobre et décembre 2018, lui permettant d'accéder aux classements Radio et Radio & YouTube dont une semaine dans le Top 200 pour les radios. En mai 2020, le titre ré-entre dans les classements et atteint les deux Top 30 en juin 2020. Il a été diffusé 341 671 fois et est resté 105 semaines dans le classement. Son meilleur score hebdomadaire excède 27 000 diffusions radios lors de la semaine du 18 au 24 juin 2020.

##### Europe
Le titre étend son succès international dans des pays non-francophones européens et bat plusieurs records aux Pays-Bas, en Roumanie et en Espagne. Les versions remixées avec Loredana Zefi et Maluma permettent au titre d'atteindre d'autres pays ou d'en réintégrer les classements.
Aux Pays-Bas, la chanson connaît une montée rapide dans les classements. S'il est resté trois semaines dans le single tip (une sorte d'extension du classement officiel), le titre est entré dans le top 100 durant la semaine du 7 juillet 2018. En 6 semaines, il atteint la première place. Il y reste la semaine suivante. C'est un record jamais égalé pour une artiste féminine depuis qu'Édith Piaf a réussi à atteindre la pole position dans les charts néerlandais en 1961 avec Non, je ne regrette rien et qui y est restée 5 semaines. La dernière chanson en français à avoir atteint le haut du classement est Alors on danse de Stromae en 2010. Lors de la semaine du 24 au 30 août, le single est encore numéro un pour une 3e fois consécutive. Il est également en pole position la semaine suivante. Le single redescend à la seconde place lors de la semaine du 8 au 13 septembre 2018. Le titre reste 13 semaines dans le top 10 (dont 9 sur le podium). La chanson a été certifiée double disque de platine pour 160 000 unités écoulées, selon le NVPI. Selon le site français Pure Charts, elle est certifiée triple disque de platine en décembre 2018 pour 120 000 unités écoulées. Cependant, le règlement NVPI a fixé à 240 000 unités le seuil 3xPlatine et n'a pas attribué cette certification à la chanson. Il s'agit de l'un des singles les plus vendus dans le pays durant l'année 2018. Le titre compte à ce jour près de 40 000 000 de streams aux Pays-Bas. C'est la 25e chanson la plus streamée sur Spotify dans le pays. Elle est restée 34 semaines dans le top 100.
En Roumanie, la chanson connaît une diffusion importante sur les radios et les chaînes de télévision. Le titre atteint la 7e place du Top 10 des chansons internationales les plus diffusées à la radio pour 134 diffusions lors de la semaine du 8 au 14 octobre 2018, selon le site web Media Forest. La semaine suivante, il monte d'un cran. Il est cinquième ensuite, où il reste une autre semaine,. La chanson atteint la quatrième place durant la semaine du 5 au 11 novembre. Il s'agit de sa meilleure place et elle y reste une autre semaine avant de redescendre à la cinquième position ,. Le titre reste deux autres semaines dans le top 10,. Après 9 semaines dans le top 10, la chanteuse totalise 1 422 diffusions radiophoniques dans le pays. Selon un autre site, la chanson atteint la 1re place du Top 100 Airplay. Aya Nakamura a également atteint le classement des artistes internationaux les plus diffusés sur les chaînes de télévision et sur les radios du site Media Forest. On peut voir que la chanson a atteint la première place du classement des titres les plus diffusés à la télévision durant 4 semaines. Elle est restée 17 semaines dans le top 10. Elle totalise ainsi 4 051 diffusions TV.
En Espagne, le titre entre dans le classement hebdomadaire des singles à la 85e place lors de la semaine du 13 au 19 septembre 2019, soit une semaine après sa diffusion dans la saison 2 de la série télévisée Élite. La semaine suivante, il atteint la 49e position et reçoit une certification or (20 000 unités atteintes). Puis, il monte à la 27e place. Lors de la semaine 4, la chanson est 23e. Il s'agit de sa meilleure position jusqu'en juin 2020. Au 14 novembre 2019, la chanson est certifiée disque de platine pour 40 000 unités. Le titre reste 17 semaines dans le classement entre septembre 2019 et janvier 2020. Il y ré-entre en juin 2020 à la 41e place, à la suite de la publication d'une nouvelle version remixée avec Maluma, chanteur colombien populaire dans plusieurs pays hispanophones. La semaine d'après, la chanson atteint la 22e place. Début juillet, le titre atteint les portes  du Top 10 (11e) La chanson est certifiée double disque de platine la même semaine pour 80 000 unités écoulées. Bien qu'elle atteigne un seuil de certification qui semble n'avoir jamais été atteint pour une chanson en français, elle n'égale pas la 9e place dans le classement de Alors on danse par le chanteur belge Stromae, qui semble alors être le dernier artiste à avoir classé un titre aussi haut dans le pays depuis septembre 2010. Elle dépasse cette place la semaine suivante en atteignant la 6e position. Ensuite, elle monte à la 5e place ,. Mais Aya Nakamura n'égale pas le record de France Gall, qui était arrivée en tête avec Poupée de cire, poupée de son en 1968. Mi-août, la chanson est certifiée triple disque de platine pour 120 000 unités écoulées. Début septembre, la chanson toutes versions confondues, cumule plus de 30 millions d'écoutes en streaming sur le site Spotify dans le pays,. Lors de la semaine du 16 au 22 octobre, le titre est certifié 4xPlatine pour 160 000 unités écoulées. Elle intègre à ce moment-là le Top 50 Radios à la 17e position. Au Portugal, la chanson originale atteint la trente-septième place et une certification platine pour 20.000 unités atteintes. Le titre est resté 37 semaines dans le Top 100 entre la semaine 38 de 2018 et la 20e de 2019. La version remixée avec Maluma intègre le Top 200 Spotify journalier du pays début juillet 2020. C'est pourtant la version avec Loredana Zefi qui intègre le classement hebdomadaire à la 174e place lors de la semaine 27. Plus d'1,3 million de streams ont été comptabilisés sur le site Spotify dans le pays (toutes versions confondues).
En Italie, la version avec Maluma entre 94e lors de la semaine du 12 au 18 juin 2020. Il s'agit de la seconde chanson de l'artiste à atteindre le classement italien, après Pookie en featuring avec Capo Plaza, qui avait atteint la seconde place en septembre 2019. Non présente la semaine suivante, la nouvelle version de Djadja réintègre le classement entre le 26 juin et le 2 juillet à la 96e place. Ensuite, le titre atteint la 75e position. Lors de la semaine du 9 au 16 juillet, il se classe 59e et reçoit un disque d'or (seuil de 35 000 unités). Ensuite, il atteint la 57e place. Plus tard, il se classe 23e. Il a été certifié disque de platine (70 000 unités). Le titre cumule début septembre 2020 plus de 8 millions de streams dans le pays.
En Allemagne, seule la version remixée avec Loredana a intégré le classement où elle a atteint la 43e position le 12 octobre 2018 pour 15 semaines de présence. La chanson atteint 21,5 millions de streams dans le pays (écoutes premiums du site Spotify uniquement). Début 2020, le titre est certifié or pour 200 000 unités écoulées. La version remixée avec Loredana a atteint les classements journaliers et hebdomadaires autrichiens de Spotify sans entrer dans les classements généraux. Fin mai 2020, le single est certifié or dans le pays pour 15 000 ventes et équivalents. Dans les deux pays, la version avec Maluma atteint le top 200 du classement hebdomadaire Spotify.
En Suède, la version originale atteint la 7e place du top 20 Veckans heatseeker lors de la semaine du 23 au 29 juin 2018. La semaine suivante, il atteint la première place où il reste 2 autres semaines,,. Lors de la semaine du 20 au 26 juillet, la chanson entre dans le classement officiel à la 94e place. La semaine suivante, elle atteint la 72e place. Finalement, elle est restée cinq semaines dans le Top 100. Fin mai 2019, elle compte au moins 3,3 millions de streams dans ce pays.
Le titre est également entré dans un classement bulgare et un classement grec. Mais aussi des classements Spotify en Andorre, en Slovaquie et à Chypre.

##### Amérique du Sud et Amérique du Nord
La version originale intègre brièvement les classements hebdomadaires Spotify du Pérou, de Colombie, du Chili et du Costa Rica en octobre 2019. A partir d'avril 2020, Aya Nakamura réitère cela de manière plus durable et ajoute l'Equateur, le Paraguay, la Bolivie, le Panama, le Guatemala, le Salvador, le Honduras et le Nicaragua. La sortie du remix en featuring avec le chanteur colombien Maluma permet à la chanteuse de classer une deuxième version dans les classements Spotify de ces mêmes pays. Le remix perce dans les classements Spotify au Mexique, en République Dominicaine, en Uruguay et en Argentine. La chanson (en comptant toutes les versions) est millionaire en streams début septembre 2020 au Mexique (20 millions), au Chili (près de 10), au Pérou (9,3 millions), en Argentine (près de 9 millions), en Colombie (4,8), au Costa Rica (2,7) et au Paraguay (2,2) au Guatemala (1,3), notamment. Côté classements généraux n'incluant pas uniquement les streams Spotify, le titre (toutes versions confondues) atteint le Top 30 en Argentine, le top 20 en Colombie, le Top 10 au Chili et au Mexique, le Top 5 au Costa Rica et le podium au Pérou ainsi qu'au Nicaragua.
Aux États-Unis, bien que le titre remixé avec Maluma n'atteigne pas le classement général, il débute à la 50e place du Hot Latin Songs. Ce dernier recense les meilleures ventes de chansons en espagnol. Maluma y a classé plusieurs titres auparavant. Il est rare qu'une chanson incluant des paroles en français intègre un classement aux États-Unis. Par la suite, Djadja (remix) monte à la 48e, à la 46e puis à la 43e place.

## Clip vidéo
Réalisé par Bastien Sablé, le clip est tourné en Espagne, dans les rues de Barcelone, en 2018. Il représente des scènes de la vie de la jeune femme, interprétées par elle-même. On y voit aussi « DjaDja », joué par Jimmy Bell, qui tente de la séduire en vain. Il s'agit du deuxième clip français le plus regardé sur YouTube en 2018. Fin 2022, la vidéo comptabilise plus de 987 millions de vues et devient la quatrième video francophone la plus vue sur Youtube et la deuxième vidéo francophone féminine.

## Classements et certifications

### Classements hebdomadaires
| Classements (2018-2020)                    | Meilleure position |
| ------------------------------------------ | ------------------ |
| Argentine (Billboard Argentina Hot 100)    | 23                 |
| Belgique (Flandre Ultratop 50 Singles)     | 16                 |
| Belgique (Flandre Ultratop R&B/Hip-Hop)    | 2                  |
| Belgique (Flandre Ultratop 50 Airplay)     | 26                 |
| Belgique (Flandre Back Catalogue Singles)  | 1                  |
| Belgique (Wallonie Ultratop 50 Singles)    | 16                 |
| Belgique (Wallonie Ultratop R&B/Hip-Hop)   | 1                  |
| Belgique (Wallonie Ultratop 50 Airplay)    | 35                 |
| Belgique (Wallonie Back Catalogue Singles) | 1                  |
| Bulgarie (Prophon)                         | 7                  |
| CEI (Tophit)                               | 24                 |
| Colombie (Promúsica)                       | 19                 |
| Costa Rica (Fonotica Top 20 Radio & TV)    | 10                 |
| Costa Rica (Fonotica Top 20 Streaming)     | 8                  |
| Costa Rica (Monitor Latino)                | 4                  |
| Équateur (Ecuador Top 40)                  | 8                  |
| Espagne (Promusicae)                       | 5                  |
| Espagne - Top 50 Radios (Promusicae)       | 17                 |
| France (SNEP Top Ventes)                   | 1                  |
| France (SNEP Megafusion)                   | 1                  |
| Grèce (IFPI)                               | 15                 |
| Hongrie (Single Top 40)                    | 30                 |
| Israël (Mediaforest)                       | 2                  |
| Mexique (Monitor Latino)                   | 10                 |
| Nicaragua (Monitor Latino)                 | 3                  |
| Paraguay                                   | 25                 |
| Pays-Bas (Nederlandse Top 40)              | 1                  |
| Pays-Bas (Single Top 100)                  | 1                  |
| Pérou (Monitor Latino)                     | 3                  |
| Portugal (AFP)                             | 37                 |
| République dominicaine                     | 31                 |
| Roumanie (Diffusion télévisée)             | 1                  |
| Roumanie (Airplay 100)                     | 1                  |
| Russie (Tophit Airplay)                    | 20                 |
| Suède (Sverigetopplistan)                  | 72                 |
| Suisse (Schweizer Hitparade)               | 31                 |
| Suisse (Charts Romandie)                   | 17                 |
| Turquie                                    | 6                  |
| Europe - Ventes (Europe Official Top 100)  | 38                 |
| Monde - Airplay (Official Top 100)         | 46                 |
| Monde - Ventes (Singles Official Top 100)  | 53                 |

| Classements (2018-2020)                | Meilleure position |
| -------------------------------------- | ------------------ |
| Allemagne (Offizielle Deutsche Charts) | 43                 |
| France (SNEP Mégafusion)               | 52                 |
| France (SNEP Téléchargement)           | 46                 |
| Portugal (AFP)                         | 110                |

| Classements (2020)                        | Meilleure position |
| ----------------------------------------- | ------------------ |
| Chili (Singles Top 100)                   | 12                 |
| États-Unis (Latin Songs)                  | 43                 |
| Italie (FIMI)                             | 23                 |
| Pays-Bas (Single Top 100)                 | 101                |
| Monde - Global Excl. US Chart (Billboard) | 32                 |
| Monde - Global 200 (Billboard)            | 57                 |

| Classements (2018-2020)                          | Meilleure position |
| 2018                                             | 2018               |
| ------------------------------------------------ | ------------------ |
| Belgique (Flandre Ultratop)                      | 68                 |
| Belgique (Wallonie Ultratop)                     | 20                 |
| France (SNEP Ventes)                             | 17                 |
| France (SNEP Streaming)                          | 3                  |
| France (SNEP Mégafusion)                         | 4                  |
| Pays-Bas (Single Top 100)                        | 5                  |
| Pays-Bas (Nederlandse Top 40)                    | 34                 |
| Roumanie (Airplay 100)                           | 68                 |
| Suisse (Schweizer Hitparade)                     | 75                 |
| 2019                                             |                    |
| France (SNEP Mégafusion)                         | 187                |
| Roumanie (Airplay 100)                           | 34                 |
| 2020                                             |                    |
| Espagne (Promusicae)                             | 18                 |
| Italie (Federazione Industria Musicale Italiana) | 69                 |

### Certifications
| Pays        | Organisme     | Certification | Seuil                             | Unités                              |
| ----------- | ------------- | ------------- | --------------------------------- | ----------------------------------- |
| Allemagne   | BVMI          | Or            | 200 000 unités                    | 200 000                             |
| Autriche    | IFPI Autriche | Or            | 15 000 unités                     | 15 000                              |
| Belgique    | BEA           | 4 × Platine   | 80 000 unités                     | 80 000                              |
| Canada      | Music Canada  | 2 × Platine   | 120 000 unités                    | 120 000                             |
| Espagne     | Promusicae    | 4 × Platine   | 160 000 unités                    | 160 000                             |
| France      | SNEP          | Diamant       | 50 millions d'équivalent streams  | 333 333                             |
| France      | Bureau Export | 3 × Diamant   | 150 millions d'équivalent streams | 1 124 663 (168 699 500 éq. streams) |
| Italie      | FIMI          | 2 × Platine   | 140 000 unités                    | 140 000                             |
| Pays-Bas    | NVPI          | 2 × Platine   | 160 000 unités                    | 160 000                             |
| Portugal    | AFP           | Platine       | 20 000 unités                     | 20 000                              |
| Royaume-Uni | BPI           | Argent        | 200 000 unités                    | 200 000                             |
| Suisse      | IFPI Suisse   | Or            | 15 000 unités                     | 15 000                              |